# Vernonia hochstetteri
Vernonia hochstetteri là một loài thực vật có hoa trong họ Cúc. Loài này được Sch.Bip. ex Walp. miêu tả khoa học đầu tiên năm 1843.